# Sporichthya brevicatena
Sporichthya brevicatena es una bacteria grampositiva del género Sporichthya. Fue descrita en el año 1999. Su etimología hace referencia a cadena corta. Es aerobia, móvil cuando se encuentra suspendida en agua y esporulada. Las esporas tienen un diámetro de 1,3-2 μm, con forma oval. Temperatura de crecimiento entre 15-37 °C, óptima de 20-30 °C. Tiene un contenido de G+C de 71%. Se ha aislado de suelos en Japón.  